# Павленко Катерина Юріївна (брейкерка)
Катери́на Ю́ріївна Павле́нко (* 2 червня 1995) — українська брейкерка, учасниця літніх Олімпійських ігор 2024 року.Майстер спорту України міжнародного класу.

## Життєпис
Народилася 1995 року в Харкові; починала танцювати 2009-го, коли навчалася у 9 класі. Триразова чемпіонка фестивалю BREAKIDZ.
У 2017 та 2018 роках перемогла на міжнародному брейкерському фестивалі в Словаччині «Outbreak Europe». Також здобула перемогу на фестивалі «Temple Rock» в Орландо. Призерка багатьох міжнародних змагань. 2021 року переїхала до Лос-Анджелеса.
Пройшла кваліфікацію на літні Олімпійські ігри 2024 року — брейкінг був вперше представлений. Виступала разом із ще однією українською брейкеркою Ганною Пономаренко (Stefani). Катерина посіла перше місце у своїй групі і вийшла до чвертьфіналу.